# GP2
GP2 (Серія Grand Prix 2) (англ. GP2 Series) — гоночна серія, яка стартувала у 2005 році, що прийшла на зміну Формулі-3000, як підготовча серія для пілотів перед Формулою-1. Цей формат був задуманий Флавіо Бріаторе і Берні Екклстоуном, в той час, як Берні Екклстоун також володіє правами на назву GP1. У 2010 році буде запущено серію GP3, як підготовчу до GP2. У 2017 році серію було ребрендовано в Чемпіонат Формули-2.
Щоб зробити перегони доступними для команд і створити краще місце для підготовки до Формули-1, регламент GP2 зобов'язав всі команди використовувати однакові шасі, двигун та постачальника шин, щоб справжня майстерність водіїв була на першому плані. Майже всі гонки (крім трьох) проводились одночасно з гонками Формули-1, щоб збільшити популярність серії. Також гонщики отримували досвід перебування в середовищі Гран-прі, а серія кращу інфраструктуру під час проведення гонок. Серія GP2 завітала на Міжнародний автодром Бахрейну в 2005 і 2007 роках, всі інші гонки проводились в Європі.
Багато гонщиків використали GP2 як сходинку до Формули-1. Серед них були такі пілоти як: Льюїс Гамільтон, Тімо Глок, Гейккі Ковалайнен та Нельсон Піке-молодший.

## Боліди GP2
Боліди серії GP2, які використовувались усіма командами, засновані на шасі Dallara, двигуні V8 Renault і шинах Bridgestone.

### Шасі
Шасі було розроблено компанією Dallara Automobili. Оснащені подвійним заднім антикрилом, (за винятком гонки в Монако, де використовувалося потрійне антикрило). 

### Двигун
Двигун Renault V8 об'ємом 4 літри видає потужність близько 580 кінських сил (432.5 кВт).

### Шини
Шинами серію GP2 забезпечувала компанія Bridgestone. У 2005 році використовувалися шини з канавками (аналогічно Формулі-1), з 2006 року дозволені сліки.
Bridgestone забезпечує трьома типами сліків (м'який, середній, жорсткий) і шинами для вологих умов. 

## Розклад етапу
Як правило, етапи GP2 проходять в рамках Гран-прі Формули-1. У рамках кожного етапу проводилось 2 гонки (за винятком етапу у Монако, де поводилась лише одна гонка).
- П'ятниця — практика (30 хвилин), кваліфікація (30 хвилин, визначає стартове поле в гонці в суботу)
- Субота — гонка (~ 180 км, з обов'язковим піт-стопом і використанням двох типів шин).
- Неділя — гонка-спринт (~ 120 км, стартове поле відповідає результатами гонки в суботу, зі зворотнім порядком перших 8-ми пілотів, тобто переможець займає 8 місце на старті).

## Нарахування очок
- Поул в суботній гонці: 2 очки
- Гонка в суботу: 10-8-6-5-4-3-2-1 очок для перших 8 гонщиків
- Гонка в неділю: 6-5-4-3-2-1 очок для перших 6 гонщиків
- Швидке коло: 1 очко у кожній гонці (для пілотів, що проїхали понад 90% гонки й стартували зі свого місця на стартовій решітці)

## Чемпіони
| Рік  | Чемпіон           | Друге місце        | Третє місце       |
| ---- | ----------------- | ------------------ | ----------------- |
| 2005 | Ніко Росберг      | Гейккі Ковалайнен  | Скотт Спід        |
| 2006 | Льюїс Гамільтон   | Нельсон Піке-мол.  | Олександр Према   |
| 2007 | Тімо Глок         | Лукас ді Грассі    | Джорджіо Пантано  |
| 2008 | Джорджіо Пантано  | Бруно Сенна        | Лукас ді Грассі   |
| 2009 | Ніко Гюлькенберг  | Віталій Петров     | Лукас ді Грассі   |
| 2010 | Пастор Мальдонадо | Серхіо Перес       | Жуль Б'янкі       |
| 2011 | Роман Грожан      | Лука Філіппі       | Жуль Б'янкі       |
| 2012 | Давіде Вальсеккі  | Луїс Разія         | Естебан Гутьєррес |
| 2013 | Фабіо Леймер      | Сем Берд           | Джеймс Каладо     |
| 2014 | Джоліон Палмер    | Стоффель Вандорн   | Феліпе Наср       |
| 2015 | Стоффель Вандорн  | Александер Россі   | Сергій Сіроткін   |
| 2016 | П'єр Гаслі        | Антоніо Джовінацці | Сергій Сіроткін   |